# جون أرسكين (لاعب هوكي جليد)
جون أرسكين هو لاعب هوكي جليد كندي، ولد في 26 يونيو 1980 في كينغستون في كندا.

## وصلات خارجية
- جون أرسكين على موقع دوري الهوكي الوطني (الإنجليزية)
- جون أرسكين على موقع قاعة مشاهير الهوكي (لاعب أن.إتش.أل) (الإنجليزية)
- جون أرسكين على موقع EliteProspects.com (الإنجليزية)
- جون أرسكين على موقع HockeyDB.com (الإنجليزية)
- جون أرسكين على موقع Hockey-Reference.com (الإنجليزية)